# Рыльск (станция)
Рыльск — грузовая и пассажирская железнодорожная станция Орловско-Курского региона Московской железной дороги РЖД. Основная пассажирская железнодорожная станция города Рыльска.
По состоянию на 2021 год, пассажирское движение по станции не осуществляется.